# Großes Kranzmoos

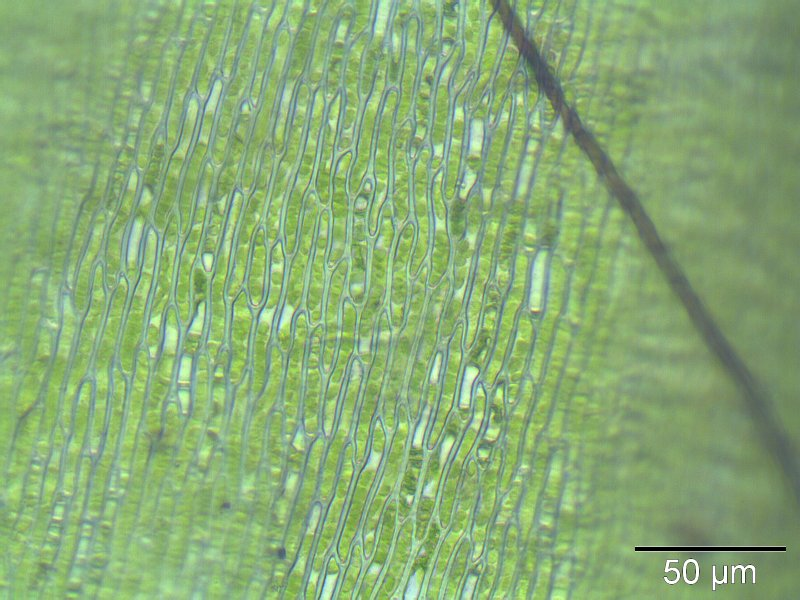
Laminazellen, Vergrößerung: 400x

Das Große Kranzmoos  (Rhytidiadelphus triquetrus) ähnelt auf den ersten Blick dem nahe verwandten Rhytidiadelphus squarrosus nur wenig. Bei ihm sind die Blätter herzförmig geformt und kurzspitzig. An der Spitze der Stämmchen sind sie zudem schopfig gehäuft. Es ist eines der größten heimischen Moose. Früher fand es für die Herstellung von Kränzen und Blumengestecken Verwendung. Durch den Sauren Regen gehen seine Bestände derzeit zurück.

## Merkmale
Es wächst in ausgedehnten, frischgrünen Rasen. Die bis 20 cm langen Stämmchen sind unregelmäßig fiedrig verzweigt. Der flache Blattrand ist bis zur Blattmitte leicht gesägt. Die doppelt vorhandene, dünne Mittelrippe reicht bis knapp über die Blattmitte. Die dickwandigen, wurmförmigen Laminazellen sind getüpfelt.

## Vorkommen und Standortansprüche
Das basiphile Moos ist relativ anspruchslos. Es bevorzugt jedoch besonnte, mäßig feuchte Standorte. Es besiedelt zumeist kalkarme, basenreiche Erde, Humus, aber auch Baumbasen und Schuttplätze. Es handelt sich um ein circumboreal verbreitetes Moos, was in ganz Mitteleuropa in lichten Wäldern und auf Wiesen zu finden ist. Dort wächst es häufig zusammen mit anderen Laubmoosen wie Scleropodium purum, Hylocomium splendens, Thuidium tamariscinum und Plagiomnium undulatum.